# Бранденбургски концерти
Бранденбургски концерти е музикално произведение на немския композитор Йохан Себастиан Бах (BWV 1046–1051, оригинално заглавие: Six Concerts Avec plusieurs Instruments). Тези концерти представляват колекция от 6 инструментални творби, представени на граф Кристиан Лудвиг фон Бранденбург-Швет (Christian Ludwig of Brandenburg-Schwedt) през 1721, но навярно композирани по-рано. Тези концерти се считат за една от най-изящните композиции на Бароковата епоха.